# Pelobàtids
La família d'anurs Pelobatidae té dos representants a la península Ibèrica que també es troben als Països Catalans i que, de vegades, es consideren famílies diferents.

## Morfologia
- Tenen la cintura pectoral arcífera.
- La mandíbula superior és dentada.
- La pupil·la és el·líptica vertical.
- L'amplexus és engonal.
- Algunes espècies porten esperons a les potes posteriors perquè estan adaptades a cavar.

## Taxonomia
- Gripau d'esperons (Pelobates cultripes)
- Gripau d'esperons oriental (Pelobates syriacus)
- Gripau d'esperons fosc (Pelobates fuscus)
- Pelobates varaldii